# Gaetano Belloni
Gaetano Belloni (Pizzighettone, 27 de agosto de 1892 – Milão, 9 de janeiro de 1980) foi um ciclista italiano. Atuou profissionalmente entre 1916 e 1932.
Foi o vencedor do Giro d'Italia em 1920 .